# Philippe III (roi de Navarre)
Pour les articles homonymes, voir Philippe III et Philippe de Navarre.
Philippe d'Évreux (27 mars 1306 – 16 septembre 1343), surnommé « le Noble » ou « le Sage », est comte d'Évreux et, du chef de son épouse, roi de Navarre de 1328 à sa mort, sous le nom de Philippe III. Bien qu'il ne soit à sa naissance qu'un membre d'une branche cadette de la famille royale française, il parvient à gagner de l'importance lorsque la lignée des Capétiens directs s'éteint et acquiert, au nom de son épouse Jeanne II de Navarre, le trône ibérique et plusieurs fiefs français.
L'avènement de Philippe et Jeanne met fin à l'union personnelle qui existe entre la France et la Navarre depuis 44 ans. Bien qu'ils aient tous deux une revendication importante à la couronne de France, Philippe et Jeanne deviennent des puissants vassaux du roi Philippe VI de Valois. Les deux époux règnent avec efficacité et énergie sur leur trône navarrais. Malgré les réticences des Navarrais à accepter Philippe comme roi aux côtés de Jeanne, il est en particulier crédité d'avoir amélioré la législature de son royaume. Le couple réside principalement dans ses domaines en France mais passe suffisamment de temps en Navarre pour y être populaire.
Philippe soutient activement son cousin Valois dans les premières années de la guerre de Cent Ans. Pendant son règne avec son épouse, Philippe renoue également des relations avec les royaumes d'Aragon et de Castille, voisins ibériques de la Navarre.
Habité depuis plusieurs années par le souhait de partir en croisade, il part en 1343 à la guerre menée contre le royaume de Grenade, où il succombe à la maladie.

## Biographie

### Succession capétienne
Philippe est le fils de Louis d'Évreux, fils du roi de France Philippe III le Hardi par sa seconde épouse Marie de Brabant. Louis est le fondateur de la maison d'Évreux tandis que son épouse Marguerite d'Artois appartient à une autre branche des Capétiens directs, la maison d'Artois. Les Évreux sont impliqués dans les négociations entourant la succession du roi de France Louis X, neveu de Louis d'Évreux. À sa mort soudaine en 1316, Louis X n'a qu'une fille, Jeanne. Cette situation sans précédent met fin au « miracle capétien ». La famille maternelle de Jeanne, la maison de Bourgogne, revendique la couronne de France en son nom, mais c'est en définitive l'oncle paternel de la jeune fille qui accède au trône sous le nom de Philippe V. Ce dernier écarte également la jeune Jeanne de la succession au royaume de Navarre, qui a été incorporée à la France par la reine Jeanne Ire, mère de Louis X et Philippe V.

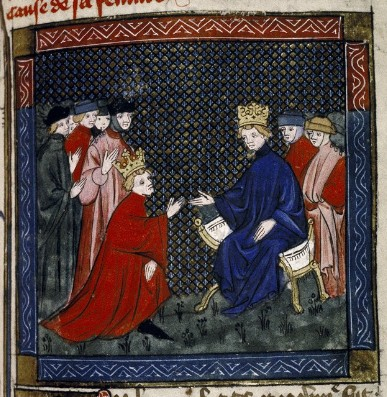
Philippe d'Évreux rend hommage à Philippe VI pour ses fiefs en France.

Philippe V est finalement contraint de négocier le statut de sa nièce. Lui et la famille maternelle de Jeanne parviennent à un accord le 27 mars 1318. Philippe propose le mariage de la jeune Jeanne avec Philippe d'Évreux, pour une dot de 15 000 livres et le droit d'hériter de la Champagne et de la Brie si le roi Philippe vient à mourir sans descendant mâle. Une dispense papale est nécessaire pour le mariage de Jeanne et de Philippe d'Évreux, car Jeanne a à peine 7 ans au moment des noces. Le mariage entre Jeanne de Navarre et Philippe d'Évreux est célébré le 18 juin 1318. Jeanne est ensuite confiée à la garde de la reine Marie de Brabant, la grand-mère de Philippe d'Évreux qui vit retirée dans son douaire à Mantes. Bien qu'ils vivent alors l'un près de l'autre, Jeanne et Philippe ne sont pas élevés ensemble en raison de leur différence d'âge. Leur mariage n'est consommé qu'en 1324. De son côté, le jeune Philippe d'Évreux hérite à la mort de son père Louis en 1319 du comté d'Évreux en Normandie. Comme il est âgé de seulement 13 ans, son oncle Charles de Valois est chargé de l'administration de ses terres jusqu'à sa majorité.
Philippe V meurt sans héritier mâle en 1322 et est remplacé sur le trône par son frère Charles IV. Ce dernier épouse en 1324 Jeanne, une des sœurs cadettes de Philippe d'Évreux. Charles meurt lui aussi sans héritier mâle le 1er février 1328, ce qui met fin à la ligne des Capétiens directs. Depuis la mise à l'écart des femmes en 1316 puis en 1322, la succession par le parent mâle le plus proche est désormais établie. Philippe d'Évreux et son cousin Philippe de Valois sont les candidats au trône de France avec la plus forte revendication, tandis que le roi d'Angleterre Édouard III le réclame en tant que neveu de Charles IV par sa sœur. Les arguments du jeune roi d'Angleterre sont vite écartés puis les pairs désignent Philippe de Valois car plus mûr et plus proche de Charles IV. La Maison de Valois monte ainsi sur le trône en la personne de Philippe VI, qui invite immédiatement son cousin d'Évreux à son conseil. Les Valois n'ont aucune revendication sur la Navarre, la Champagne et la Brie car ils ne descendent pas de la reine Jeanne Ire de Navarre. Philippe VI persuade Jeanne et Philippe d'Évreux de renoncer à la Champagne et la Brie, car il veut les empêcher d'encercler Paris. En échange, il leur confirme les comtés de Longueville, de Mortain et d'Angoulême, qui leur avaient été accordés par Louis X et Philippe V,.

### Accession au trône de Navarre

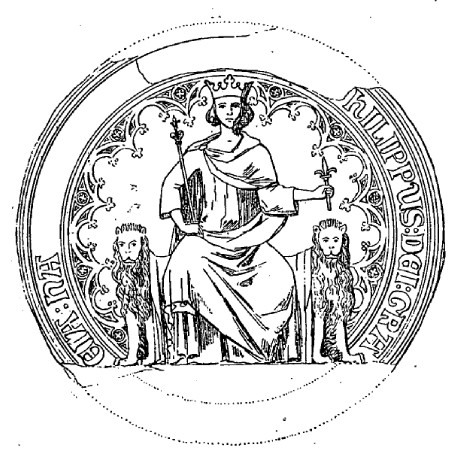
Sceau de Philippe III.

La mort de Charles IV en février 1328 laisse ouverte la succession du royaume de Navarre. Philippe de Valois n'étant pas descendant de Jeanne Ire de Navarre et Philippe IV le Bel, il ne peut revendiquer le royaume.
A l'annonce de la mort de Charles IV sans successeur désigné et avant même que sa veuve, Jeanne d'Evreux, n'accouche, des troubles éclatent en Navarre. Le gouverneur français, Raymond de Rabastens, cesse d'être reconnu par les Navarrais, de même que les divers officiers royaux mis en place par les derniers rois. Les Cortes de Navarre se rassemblent à Puente la Reina le 13 mars 1328 et nomment deux régents navarrais ainsi que des officiers navarrais à tous les postes importants du royaume, en remplacement des officiers français.
Ils discutent également des divers prétendants au royaume de Navarre, et de la conduite à tenir à leur égard. Les héritiers du royaume de Navarre pouvaient être Jeanne de France, fille de Louis X, Jeanne, fille de Philippe V le Long et mariée au duc de Bourgogne, et Marie, fille de Charles IV le Bel et Jeanne d'Evreux. Mais Philippe V et Charles IV n'étaient pas reconnus par les Navarrais car, selon les lois navarraises (le for ou fuero), pour être reconnu, le roi de Navarre devait prêter serment et être couronné en Navarre, ce qui n'avait pas été leur cas. Les Cortes du 13 mars ne se prononcèrent pas formellement sur la succession au trône.
C'est le 18 avril 1328 que la nouvelle de la naissance de la fille de Charles IV parvint en Navarre. Le 1er mai 1328, les Cortes de Navarre désignèrent officiellement Jeanne, fille de Louis X, comme héritière du royaume et envoyèrent deux émissaires lui annoncer la nouvelle en France.
L'ascension sur le trône de la Maison d'Évreux sous l'égide de Philippe III est importante car elle constitue une nouvelle ère dans l'histoire de la Navarre, désormais libérée du gouvernement de la France.
Tandis que le droit héréditaire de Jeanne sur la couronne est unanimement accepté, le rôle de Philippe n'est pas clair. Seule Jeanne est invitée à Pampelune pour régner sur son nouveau royaume. Philippe est entièrement ignoré mais il est déterminé à établir sa propre autorité. Les deux époux mènent en juillet 1328 des négociations chacun de leur côté. Finalement, le 22 août suivant, le pape Jean XXII publie une bulle dans laquelle il reconnaît Philippe comme roi de Navarre. Ce qui suscite encore débat est le rôle de Philippe au cours du couronnement. Les seigneurs navarrais insistent pour que Jeanne seule, en tant que « reine naturelle », soit élevée sur un bouclier et couronnée, arguant que « personne ne peut être élevé s'il n'est pas un seigneur naturel ». Les nobles acceptent toutefois que Philippe prenne part au gouvernement du Royaume. Philippe n'est pas satisfait, car il pense que sa position sera affaiblie s'il n'est pas couronné avec Jeanne. Les légistes du couple invoquent le Nouveau Testament pour défendre les droits de Philippe car « la tête de la femme est l'homme », tout en assurant que Jeanne a consenti à renforcer la position de son époux. Ce n'est que le 12 janvier 1329 et après de longues négociations qu'Henry de Sully, représentant de Philippe, obtint des représentants navarrais que Philippe soit reconnu roi à égalité avec Jeanne. Les détails de la prestation de serment qui devrait avoir lieu lors du couronnement lui furent précisés.
Finalement, Jeanne et Philippe sont tous deux couronnés, oints par l'évêque Arnaud de Barbazan et élevés sur un bouclier à la cathédrale de Pampelune le 5 mars 1329. Ils sont les premiers monarques de Navarre à être couronnés. L'utilisation de couronnes et sceptres est une innovation dans la cérémonie, importée des Capétiens en France. Bien qu'ils prennent une place aux cérémonies des monarques navarrais suivants, ces éléments n'ont aucune signification aux yeux des Navarrais en 1329, pour lesquels le serment est l'acte principal.
En mai 1329, Philippe et Jeanne signent une charte dans laquelle il est précisé que Jeanne est « la véritable et naturelle héritière » de la Navarre, mais où il est ajouté que « tout le royaume de Navarre obéira à son consort ». Le rôle de Philippe est désormais reconnu. Le 15 mai 1329, Philippe et Jeanne organisent leur succession au royaume de Navarre. Les Cortes de Navarre acceptent de leur rembourser les frais de recouvrement du trône, estimés à 100000 livres, mais Jeanne et Philippe devront renoncer à la couronne lorsque leur héritier au trône aura 21 ans. En outre, ils devront restituer la somme de 100000 livres si aucun de leurs héritiers n'accepte de leur succéder sur le trône de Navarre. Placer une limite au règne d'un monarque constitue à l'époque une condition extraordinaire et sans précédent.

### Politique domestique

Les possessions de Jeanne et Philippe en Navarre et Normandie (en jaune verdâtre) à leur avènement en 1328.

Petit-fils de roi mais élevé pour devenir un simple comte, Philippe prend tout de même son statut de monarque avec sérieux. Complètement impréparé à son rôle de souverain, il réussit à s'acquitter de la tâche en apprenant les coutumes, la langue et les institutions de son nouveau royaume. Sa présence au conseil de Philippe VI pendant plusieurs mois en 1328 l'a certainement aidé à se familiariser aux prérogatives et devoirs d'un monarque. Philippe III gagne rapidement la renommée d'être un souverain efficace. Son accomplissement le plus célèbre demeure l'amélioration des Fueros (Libertés) de la Navarre en 1330.
Jeanne et Philippe quittent la Navarre en septembre 1331. Ils y retournent en avril 1336 et y restent jusqu'en juillet 1336. Le couple demeure toutefois la plupart du temps dans ses fiefs français ainsi que dans leur palais parisien, d'où ils peuvent assumer leurs fonctions de princes du sang auprès de Philippe VI. Philippe III s'assure néanmoins que son image en Navarre reste positive. Il va même seul en Navarre à plusieurs occasions, tandis que la « reine naturelle » (enchaînant les maternités) administre ses comtés en France.
Jeanne II et Philippe III de Navarre coopèrent étroitement pendant leur règne. En dehors des 85 décrets royaux préservés pendant cette période, 41 documents ont été promulgués en leurs noms. Pourtant, les sources suggèrent que Philippe était plus actif dans certains domaines du gouvernement, en particulier la législation. Il signe 38 décrets seul, sans en référer à son épouse. Seuls six documents ont été promulgués exclusivement au nom de Jeanne. Les époux sont célébrés pour leur implication active sur les affaires navarraises, même pendant leurs absences, ainsi que pour avoir placé les intérêts de la Navarre au-dessus de leur patrie, la France. Le couple s'arrange par ailleurs pour que les coutumes et lois navarraises soient respectées et que les citoyens du Royaume soient plus directement impliqués dans la gestion de leur royaume.
Des projets économiques sont entrepris par Philippe et Jeanne pendant leur règne. Les forteresses royales sont réparées pendant leur règne. Le système d'irrigation dans les champs arides autour de Tudela est construit avec le soutien financier du couple. Ils sont par ailleurs déterminés à faire appliquer le renforcement législatif en Navarre, notamment en ordonnant la prise de sanctions contre les meneurs des émeutes anti-juives qui ont eu lieu avant leur couronnement ainsi que le versement d'indemnités aux victimes. Un problème récurrent auquel le couple royal doit faire face reste le banditisme, qu'ils s'efforcent d'aborder dès le début de leur règne. Leur dévouement à servir la justice a conduit les chroniqueurs à les dépeindre comme « un bon roi et une bonne reine biens aimés de tous dans leur royaume ».
Philippe confisque les terres de Mixe et Ostabarret au profit de la couronne. Ces terres ont longtemps appartenu aux vicomtes de Tartas en Guyenne, qui rendaient hommage aux rois de Navarre. En 1338, le vieux vicomte Guitard d'Albret meurt et est remplacé par Bernard Ezi V d'Albret. Ce dernier refuse de rendre l'hommage à Philippe, qui envoie Juan de Rosas, châtelain de Saint-Jean-Pied-de-Port, occuper Garris, le chef-lieu de Mixe, et administrer ce territoire en son nom. La noblesse locale est agitée par cette décision et une nouvelle armée de 200 troupes est envoyée sous le commandement de Guillem Arnalt de Irumberri y rétablir l'ordre. Philippe rattache les terres et les revenus confisqués au domaine royal.

### Relations extérieures

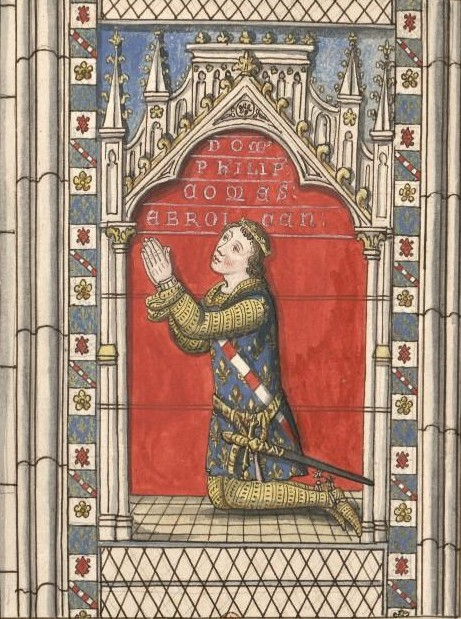
Esquisse d'un vitrail représentant Philippe III à la chapelle Sainte-Anne de la cathédrale d'Évreux.

En août 1328, Philippe III, alors reconnu roi de Navarre depuis seulement quelques semaines, est au côté du roi de France Philippe VI pour mener la répression de la révolte des Karls. Le 23 août 1328, Philippe VI écrase les rebelles flamands à la bataille du Mont-Cassel à laquelle figurent 39 bannières à ses côtés, dont celle du roi de Navarre. À l'issue de cette victoire française décisive, Philippe VI confesse à son cousin de Navarre qu'il lui doit et la victoire et la vie.
Par la suite, Philippe concentre essentiellement sa politique extérieure vers ses voisins ibériques. Un traité de paix est signé à Salamanque le 15 mars 1330 avec la Castille. Il entame par ailleurs des négociations autour des fiançailles de sa fille aînée Jeanne avec Pierre, héritier du trône d'Aragon, dès 1329. Pierre IV épouse finalement Marie, sœur cadette de Jeanne, qu'il préfère. Pour permettre ce mariage, Jeanne se fait religieuse à l'abbaye de Longchamp en 1337 à l'âge d'onze ans et renonce l'année suivante à ses droits sur le royaume de Navarre au profit de sa sœur. Elle reçoit en dédommagement une rente de 1000 livres, assise sur la seigneurie de Mantes.
De 1328 à 1331, Philippe III et Philippe VI de Valois correspondent avec le roi Alphonse XI de Castille à propos d'une croisade contre le royaume de Grenade mais cette idée est progressivement abandonnée à cause de la réticence du roi de France. Le 1er octobre 1333, l'archevêque de Rouen Pierre Roger prêche à Paris un sermon de croisade devant une assemblée de nobles en présence de Philippe VI. Après ce sermon, le roi de France prend la croix et, avec le roi de Navarre, le duc de Brabant, le duc de Bourgogne et le duc de Bourbon, fait vœu d'aller en Terre sainte afin d'y ressusciter le royaume de Jérusalem. Il est finalement décidé de rediriger la croisade contre Grenade, mais l'instabilité grandissante entre France et Angleterre empêche sa concrétisation.
Philippe III séjourne en France à partir de 1331, tout en maintenant son attention sur la péninsule ibérique. Ainsi il entre en relation avec Juan Nuñez de Lara, seigneur de Biscaye, et donc voisin de la Navarre, alors révolté contre Alphonse XI. Cette relation aboutit à une alliance matrimoniale entre la Navarre et la Biscaye avec le mariage célébré à Poissy en avril 1335 entre Charles d'Étampes, frère de Philippe III, et Marie de la Cerda,sœur de Juan Nuñez.
Au mois de juin 1335, tandis que Philippe III se trouve toujours en France, la Navarre subit une série de raids de la part de la Castille. Cette violence s'escalade et aboutit à une guerre en octobre. Bien que les hostilités n'aient été produites ni par Philippe ni par Alphonse XI, ce dernier se sent tenu de mener son armée contre la Navarre. Philippe dépêche auprès du roi de Castille l'archevêque de Reims Jean II de Vienne. Alphonse accepte de négocier la paix. Le 28 février 1336, un traité est signé à Las Cuevas. Philippe ayant reçu pendant ce bref conflit l'assistance militaire de Gaston II de Foix-Béarn, il décide d'envoyer à son allié une compensation financière.
Malgré le règlement de la succession du trône de France en 1328, les tensions s'aggravent entre Philippe VI et Édouard III. En 1337, ce dernier revendique ce qu'il considère comme être son héritage maternel. En 1339, Philippe III de Navarre est aux côtés de Philippe VI ainsi que des rois Jean Ier de Bohême et David II d'Écosse lorsque l'armée française vient à la rescousse de Cambrai, assiégée par Édouard III. Il s'agit d'un des premiers engagements militaires de la guerre de Cent Ans.

### Croisade et mort
Philippe retourne en Navarre en 1342 et en 1343, apparemment en préparation d'une croisade contre le royaume musulman de Grenade. Il a probablement senti qu'il s'agissait de son devoir en tant que souverain d'un royaume ibérique. Philippe s'arrange toutefois pour que ses propres sujets musulmans, notamment à Tudela, ne soient pas attaqués par l'armée croisée. Philippe arrive au siège d'Algésiras en juillet 1343 avec 100 chevaliers, 300 fantassins mais surtout une large quantité de vivres — on relève de la viande, du jambon, du vin et de l'orge — qu'il a faits importer du golfe de Gascogne. Lorsque son compagnon d'armes Gaston II de Foix-Béarn abandonne le siège en août 1343, il essaie sans succès de convaincre Philippe de le suivre.

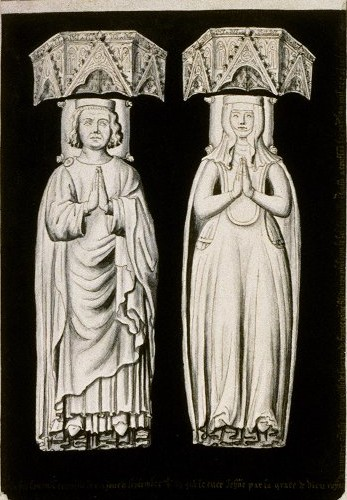
Les tombes de Philippe III et Jeanne II.

Après avoir participé à quelques combats, Philippe tombe malade. Les Grandes Chroniques de France rapportent qu'il fut atteint de "flux de ventre", nom donné alors à la dysenterie. De nombreux autres navarrais tombèrent malades, ainsi que le comte de Foix. Alphonse XI lui propose ses propres médecins, qui conseillent à Philippe de changer de régime alimentaire. Le roi de Navarre préfère cependant le conseil de son propre physicien, qui lui affirme qu'il doit continuer à manger de la viande et boire du vin. Philippe obéit et se retire du siège. Il ne va pas plus loin que Jerez de la Frontera, où il trépasse le 16 septembre 1343. Le comte de Foix décède de même à Séville le 26 septembre 1343. Le cadavre de Philippe est ramené à Pampelune pour y être inhumé, bien que son cœur soit inhumé au couvent des Jacobins de Paris. Sa veuve reçoit en novembre une lettre de condoléances du pape Clément VI. Elle continue de régner sur la Navarre jusqu'à sa mort en 1349, date à laquelle son fils aîné Charles II lui succède.

## Mariage et descendance
Le 18 juin 1318, Philippe d'Évreux épouse Jeanne de Navarre, fille de Louis X et de Marguerite de Bourgogne. Ils eurent neuf enfants :
- Jeanne (1326-1387), religieuse à l'abbaye de Longchamp ;
- Marie (1327 ou 1328-1347), mariée en 1338 à Pierre IV d'Aragon, et postérité ;
- Louis de Navarre l'aîné, né en 1329 ou 1330 en Navarre, premier fils du couple, mort en bas âge[55] ;
- Blanche (1331-1398), mariée en 1350 à Philippe VI de Valois, roi de France ;
- Charles II le Mauvais (1332-1387), comte d'Évreux et roi de Navarre, et postérité ;
- Agnès (1334-1396), mariée en 1349 à Gaston III Fébus, comte de Foix et vicomte de Béarn, d'où un fils ;
- Philippe de Navarre (1336-1363), comte de Longueville ;
- Jeanne (1339-1403), mariée en 1377 à Jean Ier, vicomte de Rohan, et postérité ;
- Louis de Navarre (1341-1376), comte de Beaumont-le-Roger.